# Madikeri
Madikeri o Mercara o Merkara (canarès ಮಡಿಕೇರಿ) és una ciutat i municipi de Karnataka, Índia, capital del districte de Kodagu, situada a 12° 25′ N, 75° 44′ E / 12.42°N,75.73°E. Consta al cens del 2001 amb una població de 32.286 habitants (el 1901 la població era de 6.732). Es troba als Ghats Occidentals i és una popular estació de muntanya a 1.452 metres d'altura.
Madikeri vol dir "Ciutat Neta", però també es diu que el nom deriva de Muddu raja keri, ciutat del raja Muddu, pel polegar d'Haleri, Muddu Raja, que va fundar la moderna línia de rages de Coorg i va governar des de vers el 1633 fins vers el 1687. Mercara o Merkara són variants del nom anglès.

## Història

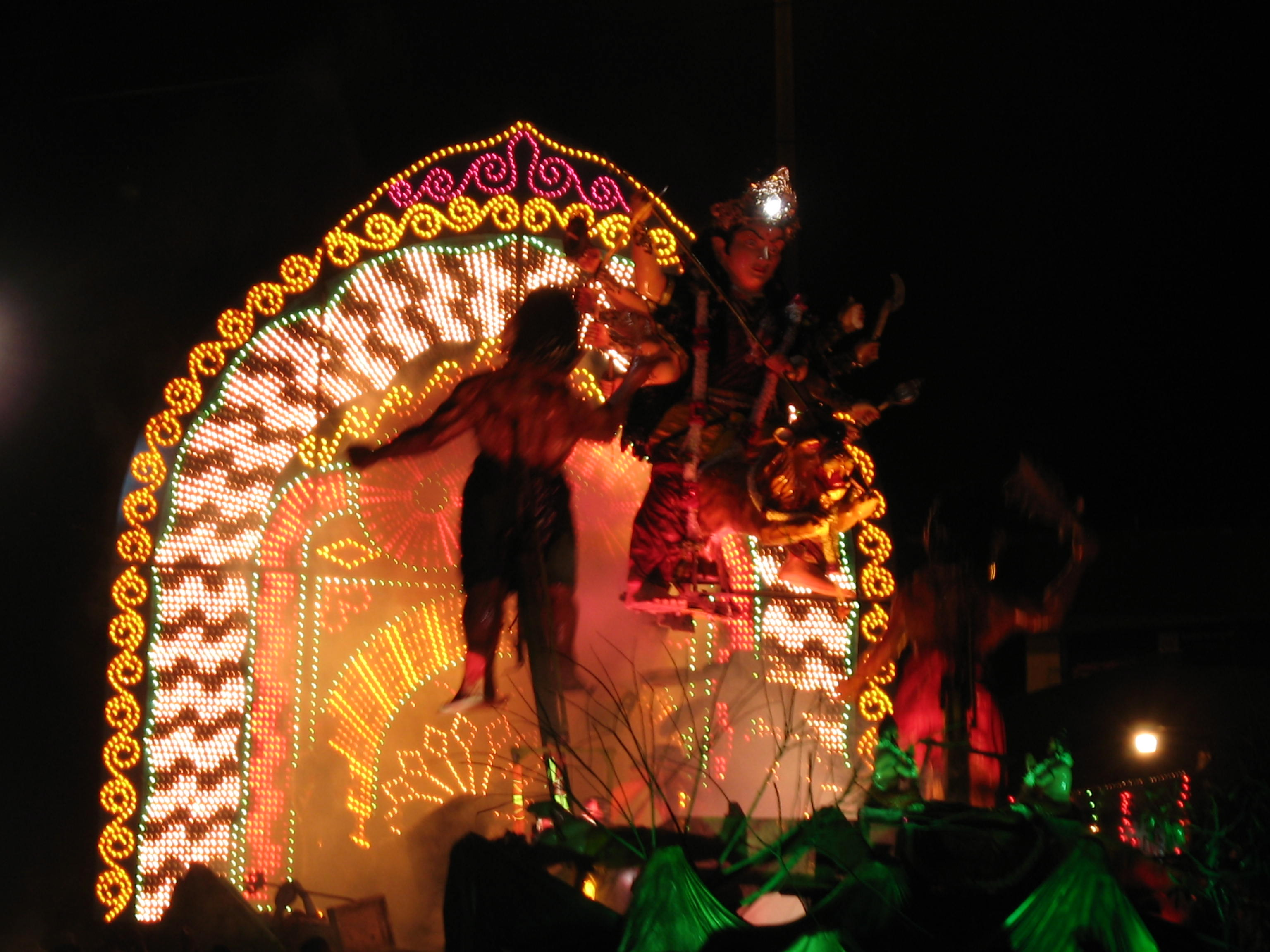

Del segle II al VI la part nord de Coorg fou governada pels Kadambes de Banavasi mentre al sud governaven la dinastia Ganga Occidental (segles IV a XI) a la caiguda dels quals la regió va passar als coles. Aquestos la van perdre davant els hoysales al segle xii, i al seu torn aquestos davant Vijayanagar el segle xiv. A la caiguda de l'imperi el país fou governat per diversos polegars o poligars (caps locals) fins que el polegar d'Haleri es va imposar i va governar a Coorg establint una dinastia vers 1630 a 1834. Haleri, la seva capital, estava propera a Madikeri. Muddu Raja, el tercer polegar i rei d'Haleri hi va construir un fort el 1681 i hi va traslladar la seva residència. Madikeri va passar després a mans temporalment de Tipu Sultan de Mysore que va reconstruir la fortalesa en granit i li va donar el nom de Jaffarabad. El 1790, Doddavira Rajendra (Vira Raja I rebel del 1788 al 1792 i independent del 17092 al 1809) va conquerir el fort. La població nativa de Mahadevapet, propera, va agafar el nom de la segona rani de Vira Raja I. El 1834 Coorg va esdevenir província britànica i el fort va passar al seu domini.

## Llocs interessants

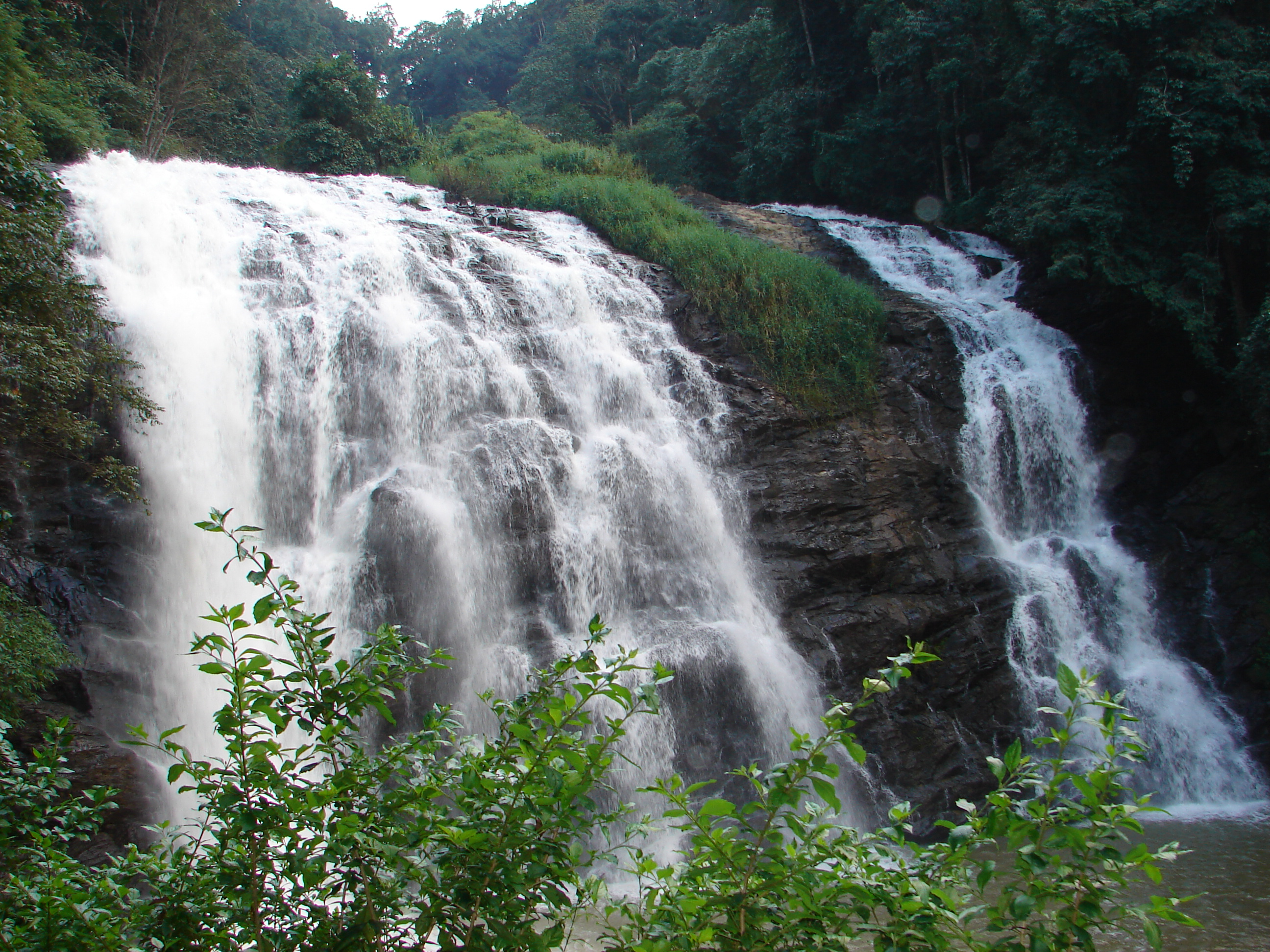
Abbey Falls

- Cascades Abbey (Abbey Falls)
- Seu del Raja
- Fort de Madikeri